# FIM Speedway Grand Prix
FIM Speedway Grand Prix – komputerowa gra sportowa o tematyce żużla, wyprodukowana i wydana w 2002 roku przez Techland. Jest to kontynuacja gier Speedway 99 i Speedway Championship, oparta na licencji Speedway Grand Prix. Gracz kieruje w niej kierowcą żużlowym i rywalizuje z zawodnikami kierowanymi przez komputer.